# مورین نیسیما
مورین نیسیما (فرانسوی: Maureen Nisima‎؛ زادهٔ ۳۰ ژوئیهٔ ۱۹۸۱) شمشیرباز اهل فرانسه است.